# Lahnanen (sjö i Kiuruvesi, Norra Savolax)
Lahnanen är en sjö i kommunen Kiuruvesi i landskapet Norra Savolax i Finland. Sjön ligger 113,8 meter över havet. Den är 1,2 meter djup. Arean är 56 hektar och strandlinjen är 4,44 kilometer lång. Sjön  ingår i Vuoksens huvudavrinningsområde.   Den ligger omkring 120 kilometer nordväst om Kuopio och omkring 410 kilometer norr om Helsingfors. 